# HMS Narwhal (S03)
Pour les autres navires du même nom, voir HMS Narwhal.
Le HMS Narwhal (pennant number : S03) est un sous-marin britannique de la classe Porpoise de la Royal Navy. Il a été lancé le 25 octobre 1957.

## Conception
La classe Porpoise était la première classe de sous-marins opérationnels construits pour la Royal Navy après la fin de la Seconde Guerre mondiale. Ils ont été conçus pour tirer parti de l’expérience acquise en étudiant les sous-marins allemands Unterseeboot type XXI, ainsi que des expériences britanniques réalisées en temps de guerre avec le sous-marin HMS Seraph, qui a été modifié en améliorant son hydrodynamisme et en l’équipant de batteries plus grandes,,.
Les sous-marins de la classe Porpoise mesuraient 88,47 m de longueur hors tout et 73,46 m entre perpendiculaires, avec un maître-bau de 8,08 m et un tirant d'eau de 5,56 m. Leur déplacement en surface était de 1590 tonnes en standard, et de 2007 tonnes à pleine charge. Il était de 2340 tonnes en immersion. Les machines servant à la propulsion se composaient de 2 générateurs diesel Admiralty Standard Range d’une puissance totale de 3680 chevaux-vapeur (2740 kW), qui pouvaient recharger les batteries du sous-marin ou entraîner directement les moteurs électriques. Ceux-ci étaient évalués à 6000 chevaux-vapeur (4500 kW) et entraînaient deux arbres d'hélice, ce qui donnait une vitesse de 12 nœuds (22 km/h) en surface et de 16 nœuds (30 km/h) en immersion,. Huit tubes lance-torpilles de 21 pouces (533 mm) ont été installés : six à l’avant et deux à l’arrière. Le navire pouvait transporter jusqu’à 30 torpilles. La dotation initiale étant composée de la torpille Mark 8 non guidée et de torpilles guidées Mark 20.

## Engagements
Le 4 avril 1960, le Narwhal s’échoue à l’entrée du Loch de Campbeltown, en Écosse. Il a été renfloué le lendemain.
En 1970, il est présent aux Portsmouth Navy Days. En octobre 1976, le Narwhal, avec le sous-marin nucléaire d'attaque HMS Sovereign, a pris part à l’opération Brisk, pour acquérir de l’expérience dans les opérations sous la glace, avec le Sovereign allant au pôle Nord en surface.
Le Narwhal a été retiré du service le 10 février 1977. Le Narwhal a été coulé au large de Portland le 2 juin 1980, mais il a été renfloué le 26 juin 1980 lors d’un exercice de sauvetage par le navire transporteur de colis lourds suédois Hebe III. Il a été sabordé comme cible le 3 août 1985 et repose dans la Manche.